# Буршье, Хамфри, барон Кромвель
Хамфри Буршье (англ. Humphrey Bourchier; погиб 14 апреля 1471 года при Барнете, Хартфордшир, Королевство Англия) — английский аристократ, 1-й барон Кромвель с 1461 года. Младший сын Генри Буршье, 1-го графа Эссекса, и Изабеллы Кембриджской, по матери близкий родственник Плантагенетов из Йоркской династии (королю Эдуарду IV он приходился двоюродным братом). Женился на Джоан Стэнхоуп, дочери сэра Ричарда Стэнхоупа и Мод Кромвель, внучке 2-го барона Кромвеля, и благодаря этому браку получил права на титул барона Кромвеля. Этот титул был ему пожалован Эдуардом 25 июля 1461 года. 
Хамфри участвовал в Войнах Алой и Белой розы на стороне Йорков, погиб в битве при Барнете. Детей он не оставил, так что титул барона Кромвеля вернулся короне.